# Janetschekia
Janetschekia is een geslacht van spinnen uit de familie hangmatspinnen (Linyphiidae).

## Soorten
De volgende soorten zijn bij het geslacht ingedeeld:
- Janetschekia monodon (O. P.-Cambridge, 1872)
- Janetschekia necessaria Tanasevitch, 1985